# Effet McCollough

Une image de test pour l'effet McCollough. Quand on regarde l'image pour la première fois, les lignes devraient apparaître en noir et blanc, sans couleur. Après induction (voir les images ci-dessous), les espaces entre les lignes verticales devraient avoir une teinte rouge, et ceux entre les lignes horizontales devraient avoir une teinte verte.

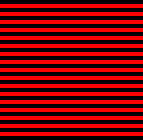
Une image d'induction de l'effet McCollough. Regardez le centre de cette image pendant quelques secondes, puis regardez l'autre image (ci-dessous) pendant quelques secondes, puis revenez à la première image. Continuez à passer d'une image à l'autre pendant au moins trois minutes.

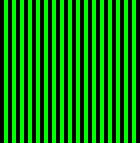
Une image d'induction de l'effet McCollough. Regardez le centre de cette image pendant quelques secondes, puis regardez l'autre image (ci-dessus) pendant quelques secondes, puis revenez à la première image. Continuez à passer d'une image à l'autre pendant au moins trois minutes.

L'effet McCollough est un phénomène de la perception visuelle humaine où des lignes parallèles sans couleurs apparaissent colorées, différemment selon l'orientation des lignes, après une induction créant une adaptation neuronale. Par exemple, si quelqu'un regarde alternativement des lignes verticales vertes et noires, et des lignes horizontales rouge et noires, des lignes noires et blanches apparaîtront rouges si elles sont verticales, et vertes si elles sont horizontales. Cet effet est remarquable par sa durée : il ne disparaît qu'après plusieurs heures, et, pour une exposition très longue (15 minutes) aux images d'induction, il peut durer jusqu'à trois mois.
Cet effet a été découvert par Celeste McCollough en 1965.

## Propriétés
Cet effet est différent des images rémanentes, qui apparaissent en superposition sur ce qui est vu par le sujet et dont la durée est très brève. Il dépend de l'orientation de la rétine (tourner la tête de 90° inversera les couleurs perçues). Induire l'effet sur un seul œil n'engendre pas d'effet sur l'autre, même si des interactions entre les yeux ont été mises en évidence.

## Explications de l'effet
L'article de McCollough a entrainé des centaines de publications sur le sujet,.
Les tentatives d'explication de l'effet peuvent être regroupées en trois camps,,. D'après McCollough, il implique l'adaptation des neurones détectant les contours dans les régions monoculaires du cortex visuel.
Il a été proposé que l'effet McCollough soit une conséquence d'un système de correction des erreurs. Comme l'association systématique d'une même couleur à une même orientation de lignes n'est pas courante dans la nature, cela est interprété par le cerveau comme un dysfonctionnement de l'œil. Le système d'adaptation intervient alors afin de ré-équilibrer ce dysfonctionnement en ajustant les neurones appropriés.
La troisième explication met en jeu un conditionnement classique s'appuyant sur la tolérance pharmacologique aux neurones impliqués dans la perception des couleurs. Cela relève de la théorie des processus antagoniques. Ces théories n'expliquent cependant pas l'effet anti-McCollough.
En 2006, l'explication de l'effet McCollough était toujours sujette à débat, même s'il existe un consensus en faveur de l'explication originale de McCollough.
L'effet McCollough ne se transfère pas d'un œil à l'autre,, ce qui laisse penser que son origine a lieu dans une aire visuelle avant V1-4B, où les premières cellules binoculaires sont impliquées.